# 인권 옹호자
인권 옹호자 또는 인권 운동가, 인권 활동가(human rights activist)는 개인적으로 또는 다른 사람과 함께 인권을 증진하거나 보호하기 위해 행동하는 사람이다. 이들은 언론인, 환경 운동가, 내부 고발자, 노동 조합원, 변호사, 교사, 주택 운동가, 직접행동에 참여하는 사람일 수도 있고, 단독으로 행동하는 개인일 수도 있다. 그들은 업무의 일부로 또는 자발적으로 권리를 옹호할 수 있다. 그 활동의 결과로 인권운동가(HRD)는 비방, 감시, 괴롭힘, 허위 고발, 자의적 구금, 결사의 자유 제한, 신체적 공격, 심지어 살인 등의 보복을 당하는 경우가 많다. 2020년에는 25개국에서 최소 331명의 HRD가 살해당했다. 국제 사회와 일부 국가 정부는 다양한 보호 조치를 통해 이러한 폭력에 대응하려고 시도했지만 HRD에 대한 폭력은 계속 증가하고 있다. 여성 인권 운동가와 환경 인권 운동가(주로 토착민임)는 다른 문제에 참여하는 인권 운동가보다 더 큰 억압과 위험에 직면해 있다.
1998년 유엔은 인권옹호자의 활동을 합법화하고 인권활동에 대한 보호를 확대하기 위해 인권옹호자에 관한 선언문을 발표했다. 이 선언 이후 점점 더 많은 활동가들이 HRD 라벨을 채택했다. 이는 특히 전문적인 인권 운동가들에게 해당된다.